# Бифов, Анатолий Жамалович
Анатолий Жамалович Бифов (род. 7 января 1963 г. в г. Баксан Баксанского района, Кабардино-Балкарской АССР) — российский политический деятель, предприниматель в сфере производства алкоголя. Депутат Государственной Думы Федерального Собрания Российской Федерации VI и VII созывов. Член фракции КПРФ. В Госдуме VI созыва — заместитель председателя комитета по вопросам собственности, в VII созыве Госдумы — член комитета по аграрным вопросам.
Из-за нарушения территориальной целостности Украины во время российско-украинской войны находится под персональными международными санкциями всех стран Европейского союза, Великобритании, США, Канады, Швейцарии, Австралии, Японии, Украины, Новой Зеландии.

## Биография
Родился 7 января 1963 года в городе Баксан, по национальности — кабардинец.
В 1982 году получил средне-техническое образование по специальности «техник-строитель» в Нальчикском коммунально-строительном техникуме Министерства ЖКХ РСФСР. В 2000 году заочно получил высшее образование по специальности «Экономика и управление на предприятии» в Северо-Кавказском государственном техническом университете.
В 2004 году защитил диссертацию на соискание учёной степени кандидата экономических наук в Кабардино-Балкарском государственном университете им. Х. М. Бербекова. Позже сетевое сообщество «Диссернет» обнаружило, что кандидатская диссертация Бифова почти полностью повторяет ранее защищённую диссертацию Марины Магометовой.
По окончании техникума был призван в ряды Советской Армии. После демобилизации работал дежурным диспетчером Баксанского автотранспортного предприятия, позже работал в Кабардино-Балкарском Совете Всероссийского добровольного общества автомотолюбителей. Работал в ООО «Сармаковский производственный комбинат» в должности заготовителя, начальника отдела снабжения, заместителя директора по коммерческой работе. С 1999 по 2003 год являлся депутатом Зольского районного совета депутатов КБР. С 2000 года являлся генеральным директором и совладельцем ООО «Минерал», занятого в производстве алкогольных напитков, в то же время был членом Совета директоров ЗАО «Сармаковский спиртодрожжевой комбинат», учредителем которого являлся брат Анатолия Бифова — Заур. С 2001 года являлся генеральным директором и совладельцем ЗАО «Сармаковский вино-водочный завод». Позже возглавлял ещё несколько предприятий: ООО "Вино-водочный завод «Альянс», ООО «Алби» ООО «Минерал плюс», ООО «Эверест-А», являлся совладельцем ООО «Нарткала» и ООО «Минерал-А». Все указанные предприятия были заняты в производстве алкогольной продукции, в основном водки. С 2003 по 2008 год был депутатом Парламента Кабардино-Балкарской Республики, избран по спискам партии «Единство и Отечество — Единая Россия» С 2008 по 2011 год являлся главой администрации города Баксан, кроме того до 2011 года являлся президентом ОАО «Арксбанка».
В декабре 2011 года баллотировался в Госдуму по спискам партии КПРФ, по итогам распределения мандатов стал депутатом Государственной Думы VII созыва, входил во фракцию КПРФ. С 2011 по 2019 год, в течение исполнения полномочий депутата Государственной Думы VI и VII созывов, выступил соавтором 47 законодательных инициатив и поправок к проектам федеральных законов.
В сентябре 2016 года выдвигался в Госдуму от КПРФ, но в результате распределения мандатов в Госдуму не прошёл. 28 сентября 2016 года постановлением ЦИК РФ Бифову был передан вакантный мандат Гончарова В. И., отказавшегося от мандата.

## Международные санкции
Из-за нарушения территориальной целостности и независимости Украины во время российско-украинской войны находится под персональными международными санкциями разных стран.
23 февраля 2022 года, из-за признания самопровозглашённых ДНР и ЛНР, включён в санкционный список Евросоюза, так как «поддерживал и проводил действия и политику, которые подрывают территориальную целостность, суверенитет и независимость Украины, которые ещё больше дестабилизируют Украину».
24 февраля 2022 года, включён в санкционный список Канады «близких соратников режима» за голосование о признании независимости «так называемых республик в Донецке и Луганске».
24 марта 2022 года, на фоне вторжения России на Украину, включен в санкционный список США за «соучастие в войне Путина» и «поддержку усилий Кремля по вторжению в Украину», Госдеп США заявил что депутаты Госдумы используют свои полномочия для преследования инакомыслящих и политических оппонентов, нарушают свободу информации, ограничивают права человека и основные свободы граждан России.
По аналогичным основаниям с 25 февраля 2022 года находится под санкциями Швейцарии. С 26 февраля 2022 года находится под санкциями Австралии. С 11 марта 2022 года находится под санкциями Великобритании. С 18 марта 2022 года находится под санкциями Новой Зеландии. С 12 апреля 2022 под персональными санкциями Японии. Указом президента Украины Владимира Зеленского с 7 сентября 2022 года находится под санкциями Украины.

## Семья
- Женат, трое детей.
- Имеет троих братьев:

- Руслан Жамалович Бифов в марте 2011 года назначен главой Управления ФНС России по КБР;
- Аслан Жамалович Бифов — бенефициар ГК «Главспирт», совладелец ООО «Березка и К»;
- Заур Жамалович Бифов, коммерческий директор ООО «Главспирт».

- Племянник — Азрет. 17 августа 2021 года племянник Бифова Азрет в состоянии алкогольного опьянения едя по встречной полосе врезался в маршрутку из-за чего погибли трое, а восемь были ранены[29][30]. Сначала племянник отрицал участие в происшествии, а затем признал свою вину, а из материалов дела исчезли результаты экспертизы, подтверждавшие, что он был пьяным. После суда он вышел на свободу, получив всего три года условно[31][32].

## Награды и звания
- Медаль ордена «За заслуги перед Отечеством» II степени (2018)[33]
- Почетный гражданин Зольского района[4]
- Почетное звание «Заслуженный работник промышленности Кабардино-Балкарской Республики»[3]